# Isabel de Torres Ramírez
Isabel de Torres Ramírez (Pozoblanco, Córdoba, 9 de mayo de 1946–Alcalá la Real, Jaén, 12 de agosto de 2006), fue una investigadora y profesora española. Licenciada en Filología Románica (1971) por la Universidad de Granada, fue profesora en la Facultad de Biblioteconomía y Documentación (hoy Facultad de Comunicación e Información) de la Universidad de Granada donde impartió clases de Bibliografía, Fuentes de Información y Literatura gris. Participó como docente en diversos programas de Doctorado como el de "Estudios de las Mujeres y de Género" y el de "Información y Comunicación Científica".
Fue miembro activa del Instituto de Estudios de la Mujer (actualmente Instituto Universitario de Investigación de Estudios de las Mujeres y de Género) de la Universidad de Granada. Investigadora del Grupo de Investigación Estudios de las Mujeres. Su incorporación en la investigación feminista a través del refranero y su conocimiento de las Fuentes de Información le hizo revisar estos temas dese la perspectiva de género. Impartió conferencias, coordinó numerosas mesas redondas, asistió como ponente a congresos nacionales e internacionales.
Perteneció al Consejo Editorial de la Colección Feminae (Editorial de la Universidad de Granada), al Consejo editorial de la Revista Crítica, y al Comité Científico de la Biblioteca Virtual de Andalucía. Perteneció a la Sociedad Española de Lingüística, a la Sociedad Española de Documentación e Información Científica (SEDIC), a la Asociaçao Portuguesa de Bibliotecarios, Arquvistas y Documentalistas, a la ANABAD, a la IFLA y a la Asociación Universitaria de Estudios de las Mujeres (AUDEM).